# La coronación de la Virgen (Capilla de San José)
La Coronación de la Virgen es una obra del Greco, situada en el ático del retablo principal, del conjunto de Retablos de la Capilla de San José. Consta con el número 16 en el catálogo razonado realizado por Harold Wethey, especializado en este pintor.

## Tema de la obra
Aunque no sea un episodio narrado en los evangelios canónicos, la Coronación de la Virgen devino un tema popular en la iconografía cristiana, ya que es el pasaje de la vida de la Virgen María que seguiría al Tránsito de María y la Asunción de María. Ya en el siglo XII comenzó a estar representado en los sitios más relevantes de algunos templos, especialmente en los ábsides.

## Análisis de la obra
- Pintura al óleo sobre lienzo; 120 x 147 cm.; No está firmada; Documentada en 1597-1599.

Aunque la tradición iconográfica era más antigua, el Greco pudo tener en la mente el mosaico de Jacopo Torriti, que pudo haber contemplado en el ábside de la Basílica de Santa María la Mayor.Los santos que asisten a esta pintura son, de izquierda a derecha, Santiago el mayor, Juan el bautista, Juan el evangelista, Simón Pedro, san Pablo (?) y Andrés el apóstol (?).
En esta obra, el Greco repite el esquema de La coronación de la Virgen (Retablo de Talavera), pero teniendo en cuenta que, en este caso, la pintura está situada en el remate de un retablo y, por tanto, deberá ser contemplada desde abajo hacia arriba.

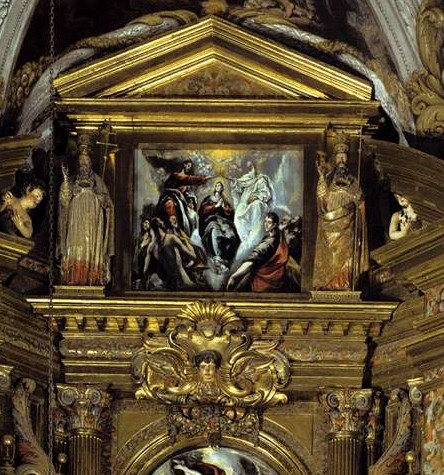
La Coronación de la Virgen, situada en el remate del retablo.

El Greco adopta un formato horizontal, y tanto la disposición de los santos como su relación con el grupo celestial ha cambiado sustancialmente con respecto a la variante del retablo de Talavera. Si bien el grupo principal es casi idéntico, las figuras se han alargado y desmaterializado. En aquella pintura, las figuras se agrupaban formando un círculo alrededor de María, desarrollándose la Coronación sobre sus cabezas, en un plano superior plenamente diferenciado. En el presente lienzo, el área terrenal y la celestial están estrechamente vinculadas, de forma que san Juan el bautista y san Juan el evangelista dejan entre ellos un espacio triangular abierto hacia arriba, dentro del cual se inserta la figura de la Virgen, que adquiere mayor plenitud y flexibilidad corporal con respecto a la variante anterior.
El enfoque desde abajo hacia arriba, así como la iluminación, intensifican la sensación de lejanía y de separación entre las figuras. Los santos aparecen como intermediarios entre el espectador y los tres personajes sagrados que intervienen en el evento, que adquiere una vivacidad que faltaba en el lienzo de Talavera.